# Darko Brašanac
Darko Brašanac (Čajetina, RFS de Yugoslavia, 12 de febrero de 1992) es un futbolista internacional serbio que juega en la posición de centrocampista y su actual equipo es el C. D. Leganés de la Primera División de España.

## Trayectoria
Se formó en el Partizán de Belgrado, al que se unió en 2005 y con el que debutó el 14 de marzo de 2010. En la temporada 2011/12 fue cedido al FK Smederevo, para volver al año siguiente al equipo del Partizán. Ha sido internacional con todas las selecciones de Serbia y debutó con selección absoluta el 4 de septiembre de 2015, en un partido de clasificación de la Eurocopa 2016 contra Armenia.
En agosto de 2016 fichó por el Real Betis Balompié.
En la temporada 2018-19 pasó a ser uno de los mediocentros titulares del Deportivo Alavés, fundamental en el gran arranque liguero del equipo de Vitoria.
El 22 de julio de 2019, se hace oficial su fichaje por el Club Atlético Osasuna para las 3 próximas temporadas a cambio de 1 000 000 €.
El 14 de abril de 2023, se anuncia su renovación por una temporada más tras su grave lesión de ligamentos de rodilla en el partido ante el Elche C. F. la semana anterior.
El 1 de febrero de 2024, Darko es traspasado al CD Leganés de la Segunda división española a cambio de 200 000 euros en caso de ascenso a Primera.

## Clubes
| Club                      | País   | Categoría | Año       | Partidos | Goles |
| ------------------------- | ------ | --------- | --------- | -------- | ----- |
| Partizán                  | Serbia | 1.ª       | 2009-2016 | 109      | 10    |
| F. K. Smederevo (Cedido)  | Serbia | 1.ª       | 2011-2012 | 28       | 2     |
| Real Betis                | España | 1.ª       | 2016-2017 | 26       | 1     |
| C. D. Leganés (Cedido)    | España | 1.ª       | 2017-2018 | 28       | 2     |
| Deportivo Alavés (Cedido) | España | 1.ª       | 2018-2019 | 26       | 0     |
| C. A. Osasuna             | España | 1.ª       | 2019-2024 | 120      | 5     |
| C. D. Leganés             | España | 2.ª y 1.ª | 2024-     | 49       | 1     |

Debut en 1.ª División: 11 de septiembre de 2016, Valencia C. F. 2-3 Real Betis
| Temporadas en 1.ª | Partidos en 1.ª | Goles en 1.ª | Partidos en Copa | Goles en Copa | Internacional |
| ----------------- | --------------- | ------------ | ---------------- | ------------- | ------------- |
| 8                 | 210             | 8            | 24               | 2             | 3             |

## Palmarés

### Campeonatos nacionales
| Título           | Club                   | País   | Año  |
| ---------------- | ---------------------- | ------ | ---- |
| Segunda División | Club Deportivo Leganés | España | 2024 |